# Atlanti bárdmakréla
Az atlanti bárdmakréla (Selene setapinnis) a sugarasúszójú halak (Actinopterygii) osztályának sügéralakúak (Perciformes) rendjébe, ezen belül a tüskésmakréla-félék (Carangidae) családjába tartozó faj.

## Előfordulása
Az atlanti bárdmakréla elterjedési területe az Atlanti-óceán nyugati részén van, a kanadai Új-Skóciától kezdve a Karib-térségen és a dél-amerikai partokon keresztül Argentínáig. A Bahama-szigetek körül hiányzik. Egy kis állománya megtalálható Mauritánia partjainál is. Az Atlanti-óceán keleti részén, ezt a halat az afrikai bárdmakréla (Selene dorsalis) váltja fel, de mivel, csak keveset tanulmányozták őket, meglehet, hogy a két faj tulajdonképpen egy fajt alkot.

## Megjelenése
Általában 25 centiméter hosszú, de akár 60 centiméteresre is megnőhet. A legnagyobb kifogott példány 4,6 kilogrammot nyomott. Hasúszói kicsik. Teste rövid, de erős felépítésű.

## Életmódja
Szubtrópusi hal, amely egyaránt megél a sós- és brakkvízben is. Nem úszik 55 méternél mélyebbre. A felnőtt állatok, a tengerfenéken és a vízfelszínén, rajokban úsznak. Az ivadékok az iszapos, brakkvízű torkolatvidékeket keresik. Tápláléka kisebb halak és rákok.

## Felhasználása
Az atlanti bárdmakrélát ipari mértékben halásszák. Frissen árusítják. A városi akváriumok is kedvelik.
Néha Ciguatera mérgezést okozhat.